# Реп’євка-Косминка
Реп’євка-Косминка (рос. Родниковые Пруды) — селище в Майнському районі Ульяновської області Російської Федерації.
Населення становить 367 осіб. Входить до складу муніципального утворення Ігнатовське міське поселення.

## Історія
Від 2004 року входить до складу муніципального утворення Ігнатовське міське поселення.

## Населення
| 2010 |
| ---- |
| 367  |